# Acantholimon glutinosum
Acantholimon glutinosum är en triftväxtart som beskrevs av Karl Heinz Rechinger och Mogens Engell Köie. Acantholimon glutinosum ingår i släktet Acantholimon och familjen triftväxter. Inga underarter finns listade i Catalogue of Life.